# Aquilegia aradanica
Aquilegia aradanica är en ranunkelväxtart som beskrevs av Shaulo och Erst. Aquilegia aradanica ingår i släktet aklejor, och familjen ranunkelväxter. Inga underarter finns listade i Catalogue of Life.